# Новожилов, Павел Андреевич
Павел Андреевич Новожилов — советский хозяйственный, государственный и политический деятель, Герой Социалистического Труда.

## Биография
Родился в 1923 году в селе Большая Речка. Член КПСС.
Участник Великой Отечественной войны на Западном, 2-м Прибалтийском и 1-м Белорусском фронтах в должностях топографа, разведчика-корректировщика. С 1951 года — на хозяйственной, общественной и политической работе. В 1951—1990 гг. — проходчик в тоннельный отряд № 6, бригадир проходчиков тоннельного отряда № 6 Московского метростроя Министерства транспортного строительства СССР, наставник СМУ-15 «Метростроя».
Указом Президиума Верховного Совета СССР от 7 мая 1971 года за выдающиеся успехи, достигнутые в выполнении заданий пятилетнего плана по транспортному строительству присвоено звание Героя Социалистического Труда с вручением ордена Ленина и золотой медали «Серп и Молот».
Делегат XXV съезда КПСС.
Умер в Москве в 2013 году.